# Blanche Lincoln
Blanche Lincoln Lambert Meyers (Helena, Arkansas, 30 de setembro de 1960) é a mais antiga senadora do estado de Arkansas. É membro do Partido Democrata. Eleita pela primeira vez para o Senado em 1998, foi a primeira mulher eleita para o Senado por Arkansas desde Hattie Caraway em 1932 e a mais jovem, com 38 anos.
Lincoln é a primeira mulher é a primeira senadora do Arkansas a ser presidente da  Comissão de Agricultura, Nutrição e Florestas. Ela também é presidente da comissão rural. Na eleição de 2010, Lincoln tentou sem sucesso a reeleição.